# Tolga Özbahar
Tolga Özbahar (Aydın, 24 d'abril de 1984) és un jugador d'handbol turc. Juga amb el club Beşiktaş Mogaz d'Istanbul. Özbahar ha estat seleccionat, per a participar amb l'equip nacional de Turquia, més de 50 vegades.